# Animorphs (serial telewizyjny)
Animorphs – amerykański serial fantastyczny na podstawie książki autorstwa K.A. Applegate o tym samym tytule. Emitowany był na kanale Nickelodeon.

## Obsada
- Shawn Ashmore jako Jake Berenson
- Brooke Nevin jako Rachel
- Boris Cabrera jako Marco
- Nadia-Leigh Nascimento jako Cassie
- Christopher Ralph jako Tobias
- Paulo Costanzo jako Aximili-Esgarrouth-Isthill
- Eugene Lipinski jako Visser Three/Victor Trent
- Dov Tiefenbach jako Erek
- Allegra Fulton jako Eva / Visser One
- Joshua Peace jako Tom Berenson
- Terra Vanessa Kowalyk jako Melissa Chapman
- Richard Sali jako Principal Chapman
- Diego Matamoros jako Elfangor

## Lista odcinków

### Pierwsza seria (1998)
- 1. My Name Is Jake (1)
- 2. My Name Is Jake (2)
- 3. The Underground
- 4. On the Run
- 5. Between Friends
- 6. The Message
- 7. The Escape
- 8. The Alien
- 9. The Reaction
- 10. The Stranger
- 11. The Forgotten
- 12. The Capture (1)
- 13. The Capture (2)

### Druga seria (1999)
- 1. Tobias
- 2. Not My Problem
- 3. The Leader (1)
- 4. The Leader (2)
- 5. The Release
- 6. Face Off (1)
- 7. Face Off (2)
- 8. Face Off (3)
- 9. My Name Is Erek
- 10. Changes (1)
- 11. Changes (2)
- 12. Changes (3)
- 13. The Front